# نووا وس (ناحیه سوکولوف)
نووا وس (ناحیه سوکولوف) (به چکی: Nová Ves) یک منطقهٔ مسکونی در جمهوری چک است که در ناحیه سوکولوو واقع شده‌است.